# Поліїрос
Поліїрос (грец. Πολύγυρος, мак. Полигеро, болг. Полигиро) — грецьке місто в області Македонія, столиця ному Халкідіки. Розташоване біля підніжжя гори Афон, за 70 км від міжнародного аеропорту Салонік «Македонія».
Північна частина міста розташована на пагорбі Тсукала́с, висота якого сягає 890 м. З нього відкривається чудова панорама усіх трьох «пальців» Халкідіки: Кассандра, Ситонія та Айон Орос.

## Історія
Перша згадка про місто датується XI ст. Вважається, що цей регіон перебував під керівництвом Іверського монастиря Святого Афону.
Особливо швидко місто розвивалося в османську добу. Поліїрос був центром 15 селищ, що мали тоді особливі привілеї, носили назву Хасікохор'я і належали султану Валіде.
У травні 1821 р. Поліїрос став центром повстанців півострова Халкідіки. Наприкінці того ж року турки спалили місто. Наступне повстання відбулось 1854 р. під проводом Цаміса Каратасоса, проте виступи біли швидко придушені, а як покарання турки стратили 27 старост області. 1870 р. місто стало центром єпархії Кассандрія, в ньому оселився митрополит.
18 жовтня 1912 року Поліїрос був звільнений від турків.

## Населення
| Рік  | Місто | Муніципалітет |
| ---- | ----- | ------------- |
| 1981 | 5,239 | —             |
| 1991 | 4,501 | 10,218        |
| 2001 | 6,227 | 10,444        |